# Jamraya
Jamraya hoặc Jemraya (tiếng Ả Rập: جمرايا) là một ngôi làng thuộc huyện Qudsaya của Rif Dimashq (Damascus Countryside) ở miền nam Syria. Nó nằm 3 dặm (5   km)  về phía tây bắc của thủ đô Damascus của Syria, ngoài Núi Qasioun, và hiện là vùng ngoại ô xa xôi của Damascus. Nó nằm giữa thị trấn al-Hamah và Qudsaya ở phía nam và Ashrafiyat al-Wadi ở phía bắc. Đó là khoảng 10 dặm (15   km) từ biên giới Lebanon. Theo Cục Thống kê Trung ương Syria, ngôi làng có dân số 1.156 trong cuộc điều tra dân số năm 2004.

## Cơ sở quân sự
Một cơ sở nghiên cứu quân sự của Trung tâm nghiên cứu và nghiên cứu khoa học Syria được đặt tại Jamraya; vũ khí được phát triển và lưu trữ ở đây, và trang web đã bị cáo buộc phát triển vũ khí hóa học. Cơ sở quân sự cực kỳ bí mật được thành lập vào những năm 1980, khi Syria là đồng minh của Liên Xô.
Một bãi đậu xe tại trung tâm nghiên cứu là nơi diễn ra cuộc không kích của Israel vào ngày 31 tháng 1 năm 2013. Một cuộc tấn công khác của Israel vào ngày 5 tháng 5 năm 2013 đã phá hủy các tòa nhà nằm trong một trang trại gà cách trung tâm nghiên cứu một dặm. Một cuộc không kích của Israel vào ngày 12 tháng 1 năm 2019 đã làm hỏng một mục tiêu bị nghi ngờ của Iran trong một căn cứ quân sự của Syria cách trung tâm nghiên cứu 1,5 km về phía tây.